# Empire galactique (Star Wars)
Pour les articles homonymes, voir Empire et Empire galactique.
Régime politique apparaissant dans
Star Wars.
19 av. BY – 5 ap. BY
Histoire et évènements
Empereur
Grand Vizir
Seigneurs Sith
 République galactique  Nouvelle République
 Confédération des systèmes indépendants  Premier Ordre
L'Empire galactique (en version originale anglaise : Galactic Empire), simplement désigné comme l'Empire, est un régime politique fictif apparaissant dans la saga cinématographique Star Wars et qui domine la galaxie pendant 23 ans, commençant 19 ans avant la bataille de Yavin (considérée comme le principal point de repère temporel de l'univers) et se terminant 4 ans après cette dernière lors de la bataille d'Endor. Son règne débute dès la chute de la République galactique. Son seul dirigeant est l'empereur Palpatine, également connu sous le nom du seigneur Sith Dark Sidious, ayant conduit à sa création en tant que Chancelier suprême de la République. L'Empire, dont la domination est vivement contestée, est suivi 30 ans après sa destruction par une organisation partageant les mêmes points de vue et les mêmes intérêts et dénommée Premier Ordre.
Suivant le fil chronologique de Star Wars, l'Empire galactique est instauré dans l'épisode III, La Revanche des Sith (réalisé par George Lucas en 2005), puis il est en place dans la série télévisée Star Wars Rebels (créée par Simon Kinberg, Dave Filoni et Carrie Beck en 2014) et dans Rogue One: A Star Wars Story (réalisé par Gareth Edwards en 2016). Il est ensuite au centre de l'intrigue du film Un nouvel espoir (réalisé par George Lucas en 1977) puis dans le cinquième opus de la franchise, L'Empire contre-attaque (réalisé par Irvin Kershner en 1980). Ensuite, il figure dans la série télévisée Star Wars : Les Aventures des Freemaker (créée par Bill Motz et Bob Roth en 2016) et enfin dans le sixième volet de la saga, Le Retour du Jedi (réalisé par Richard Marquand en 1983).
Pour concevoir l'Empire galactique, George Lucas, qui a écrit l'histoire de presque toute la saga Star Wars, a repris de nombreux bouleversements historiques réels, comme la montée au pouvoir d'Adolf Hitler, un homme d'État allemand ayant instauré une dictature. La lutte de l'Empire galactique contre l'Alliance rebelle, une petite force de guérilla, s'inspire de l'engagement des États-Unis dans la guerre du Viêt Nam. Lucas a par ailleurs été inspiré par des éléments culturels historiques tels que les parades de la Russie soviétique ou les casques d'armures japonaises de samouraïs du Moyen Âge. Il les a ensuite retranscrits dans les films qu'il a réalisés ou scénarisés.

## Histoire

### Chute de la République galactique

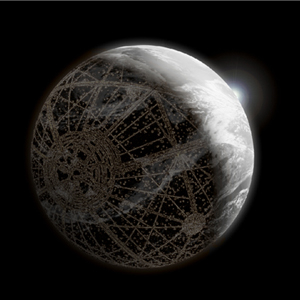
Vue d'artiste de la planète Coruscant, capitale de l'Empire.

Alors qu'il est encore sénateur au Sénat galactique, Palpatine orchestre l'invasion de la planète Naboo sous son identité secrète, Dark Sidious. La reine de la planète, Padmé Amidala demande l'aide du Chancelier Valorum mais ce dernier se trouve incapable de résoudre le conflit. La reine invoque alors une motion de censure à l'encontre du Chancelier, afin de lui faire quitter le pouvoir. Le Sénateur Palpatine se propose donc pour devenir le nouveau Chancelier face à deux autres candidats, et le vote lui est favorable. Dans le même temps, son apprenti Dark Maul est vaincu par Obi-Wan Kenobi. Dark Sidious voit alors en le jeune Anakin Skywalker une occasion de devenir son nouvel apprenti,.
Dix ans plus tard, un nombre grandissant de planètes déçues par la République galactique forment la Confédération des systèmes indépendants sous l'impulsion du Comte Dooku et, appuyées par les mégacorporations, se préparent à renverser le régime républicain. Le Chancelier Palpatine demande à être promu en tant que Chancelier Suprême afin de voter la création d'une armée pour la République pour contrer la menace séparatiste. Une fois cette armée créée, une guerre débute entre la République et les Séparatistes qui disposent de droïdes de combat. Cette période est connue en tant que Guerre des clones.
Trois ans après le début de la Guerre des Clones, Dark Sidious / Palpatine arrive à son but ultime, faire basculer le talentueux Chevalier Jedi Anakin Skywalker vers le côté obscur de la Force afin d'en faire son apprenti. Lorsque ce dernier est victime de visions lui montrant sa femme, la Sénatrice Padmé Amidala, mourir, Palpatine lui dit que seul le Côté Obscur de la Force lui donnerait le pouvoir de la sauver, lui révèlant par la même occasion son identité Sith de Dark Sidious. Anakin Skywalker, converti, devient Dark Vador ; peu après, Palpatine déclenche l'Ordre 66 qui ordonne aux soldats clones d'exécuter tous les Jedi en vie, ces derniers étant déclarés traîtres au régime républicain. Proclamant que la République est victime d'un complot des Jedi souhaitant la renverser, Palpatine organise la transformation de la République en empire et son accession au trône par un vote, acquérant encore plus de pouvoir afin de rendre plus sûre la galaxie. Obi-Wan Kenobi et Anakin Skywalker s'affrontent ensuite dans un duel dont Anakin Skywalker / Dark Vador ressort brûlé et mutilé. C'est pourquoi son nouveau maître Dark Sidious l'intègre dans une grande armure noire pour survivre. Constatant le chemin sur lequel Anakin s'est engagé, sa femme meurt en donnant naissance à des jumeaux. Dès lors, Dark Sidious et Dark Vador complètement engagés dans le Côté Obscur de la Force règnent en maîtres sur la galaxie. Dans le même temps, la construction de l'Étoile Noire débute, sous le contrôle de Wilhuff Tarkin,,.

### Avènement de l'Empire
Après l'avènement de l'Empire, Dark Vador est chargé par son maître Dark Sidious de traquer les Jedi ayant survécu à l'Ordre 66. La montée en puissance de Dark Vador dans la hiérarchie militaire de l'Empire est d'ailleurs peu comprise par de nombreux impériaux qui pensent qu'il ne s'agit que d'une machine conçue en laboratoire, semblable au Général Grievous, le chef de l'armée de droïdes des Séparatistes. Rares sont ceux qui connaissent sa véritable origine. Pour accomplir sa mission, Vador engage le Grand Inquisiteur, dont le rôle est de traquer les derniers Jedi survivants et les êtres sensibles à la Force potentiellement dangereux pour l'Empire. Le Grand Inquisiteur finira par mourir de la main d'un Jedi nouvellement formé. De son côté, Wilhuff Tarkin, un ancien commandant impérial, accède au rang de Grand Moff et lance des opérations pour traquer les membres de la Confédération des systèmes indépendants (Séparatistes) dans la Bordure Extérieure.

### Guerre civile galactique

#### Avant la bataille d'Endor
Pendant de nombreuses années, l'Empereur réforme le pouvoir en profondeur. Il fait ainsi du Grand Moff Tarkin et de Dark Vador ses deux principaux lieutenants. Il dissout par ailleurs le Sénat galactique et donne l'autorité de certains territoires à des gouverneurs qui doivent faire régner la crainte dans leur province grâce à la menace pesante de l'Étoile de la mort juste achevée. Cette arme est d'ailleurs utilisée pour détruire la planète Alderaan, d'où sont originaires de nombreux sénateurs impériaux travaillant en fait pour l'Alliance rebelle, une insurrection d'individus hostiles à la politique de l'Empire. Ce sont ces mêmes individus qui volent les plans de l'Étoile Noire et parviennent à la détruire en y trouvant une faille grâce à l'aide de Luke Skywalker et de Han Solo et Chewbacca. Le fidèle Grand Moff Tarkin trouve la mort lors de l'explosion de la base.
L'Empire décide alors de déployer de nombreuses sondes à travers la galaxie pour retrouver les rebelles. Une fois ces derniers trouvés sur la planète glaciale Hoth, l'Empire lance un assaut commandé par l'amiral Ozzel mais ce dernier, incompétent aux yeux du Seigneur Vador est éliminé et remplacé par le capitaine Piett, alors promu amiral. L'amiral lance un assaut terrestre dirigé par le général Veers grâce aux marcheurs TB-TT. L'assaut échoue en partie car de nombreux rebelles parviennent à fuir mais l'Empire réussit tout de même à prendre le contrôle de la base rebelle. Dark Vador souhaite capturer le jeune Luke Skywalker. Pour ce faire, il pourchasse et trouve Han Solo en employant des chasseurs de primes, tout cela dans le but d'attirer Luke. Le plan de Dark Vador fonctionne car Luke les rejoint sur la Cité des Nuages. C'est à cet endroit que Dark Vador dévoile à Luke Skywalker qu'il est son père, connu autrefois en tant qu'Anakin Skywalker. Un combat entre les deux laisse Luke gravement blessé mais il parvient à s'enfuir. Pour finalement détruire la Rébellion, l'Empire décide de la construction d'une nouvelle arme / base sidérale : l'Étoile de la mort. Au cours des travaux, l'Empereur rend visite au Moff Jerjerrod pour que celui-ci fasse progresser les travaux plus vite. Cette nouvelle arme est protégée par un bouclier dont le générateur se trouve sur la lune forestière d'Endor. L'Empereur laisse passer des informations entre les mains des espions travaillant pour l'Alliance rebelle. Ce faisant, il espère faire venir toute la flotte de l'Alliance rebelle et la détruire. Cependant, l'Empereur était bien trop confiant et la bataille sur Endor entre les forces impériales et celles de l'Alliance a conduit à la désactivation du bouclier par l'équipe du général Han Solo. Dans le même temps, le général Lando Calrissian combat les vaisseaux de l'Empire sous le commandement de l'Amiral Ackbar. Sur l'Étoile de la mort elle-même, Luke Skywalker et Dark Vador s'affrontent sous les yeux de Dark Sidious qui rêve de le faire devenir son nouvel apprenti. Mais Luke refuse et Palpatine commence à le torturer en l'électrocutant sous les yeux de Dark Vador. La vision des souffrances de son fils ramène ce dernier du côté lumineux de la force et il élimine l'Empereur, tout en recevant une décharge électrique mortelle. Lando Calrissian parvient à s'infiltrer simultanément dans le noyau de l'Étoile de la mort pour la faire exploser. Ainsi meurent Anakin Skywalker et Palpatine.

#### Après la bataille d'Endor
Officiellement, le Grand vizir Mas Amedda, membre du Conseil impérial qui administre l'Empire, devient le dirigeant de l'Empire après la bataille d'Endor. Mas Amedda établit un gouvernement provisoire en pleine fin de guerre civile galactique. Cependant, certains membres du Conseil impérial tentent de prendre le contrôle de territoires impériaux pour les administrer indépendamment.
Gallius Rax fait créer un nouveau conseil pour tenter de diriger l'Empire. Rax cherche à diriger ce qu'il reste de l'Empire galactique et à s'assurer que cet Empire survive à l'Empereur. Gallius Rax contacte alors Rae Sloane et lui demande de réunir les principaux dirigeants impériaux encore vivants et de former ainsi le Conseil de l'avenir impérial, réuni sur la planète Akiva,,.
Du fait d'une intervention de la Nouvelle République, le sommet d'Akiva se solde par la capture ou la mort de tous les membres du Conseil de l'avenir impérial, à l'exception de Rae Sloane, qui y échappe. Gallius Rax crée le Conseil de l'Ombre, représenté publiquement par Rae Sloane, désormais au grade de Grand amiral,.
La bataille de Jakku oppose les forces de l'Empire et de la Nouvelle République. En réalité, Rax s'apprête à détruire l'ensemble des forces des deux parties présentes à Jakku, et notamment le Conseil de l'Ombre, créé justement pour en éliminer les membres. En effet, Rax cherche à recréer l'Empire dans les Régions inconnues.
Survivante de la purge orchestrée par Gallius Rax, Rae Sloane apprend les plans de Rax, parvient à le tuer pendant la bataille puis s'échappe. Alors que Rae Sloane et Brendol Hux fuient vers les Régions Inconnues où ils fondent le Premier Ordre, le Grand moff Randd, autre survivant impérial de la bataille de Jakku, s'enfuit vers la Zone d'expansion, où il fonde son propre État sur les vestiges de l'Empire,,.
Plusieurs années plus tard, un nouveau Conseil de l'Ombre agit, mais secrètement, pour ne pas attirer l'attention de la Nouvelle République. Comme celle-ci ne les considère donc pas comme de réelles menaces, elle n'alloue pas un budget assez conséquent pour les arrêter. Par ailleurs, les membres du Conseil de l'Ombre misent notamment sur les rumeurs de retour du Grand amiral Thrawn pour restaurer la puissance impériale[réf. nécessaire].

## Localisation

### Politique
La capitale du gouvernement de l'Empire est Coruscant, une planète entièrement recouverte de constructions urbaines. Depuis cette planète, Palpatine ordonne aux soldats clones d'exécuter l'Ordre 66 et envoie Anakin Skywalker devenu Dark Vador pour éliminer tous les apprentis Jedi à l'aide de son bataillon de clones. Palpatine rejoint le Sénat galactique et crée le premier Empire galactique. En réalité, la disposition du Sénat rend les choses très difficiles : en effet, il a une forme circulaire et est très grand, les sons sont donc peu audibles et compréhensibles. L'acceptation de la transformation de la République en Empire n'est donc pas forcément unanime, bien que des applaudissements aient retenti dans la salle. Palpatine profite ainsi du désordre pour prendre le pouvoir en toute légalité. Malgré son occupation légitime de la planète, l'Empire et son Empereur ne sont guère appréciés des habitants, à tel point qu'à la mort de Dark Sidious, marquant la fin du règne impérial, des feux d'artifice éclatent dans le ciel de la planète, mais également partout ailleurs dans la galaxie, et des statues à l'effigie de Palpatine sont immédiatement retirées. Pour enfermer ses ennemis, l'Empire les envoie sur la planète Stygeon Prime où ils seront détenus dans une prison.

### Économie

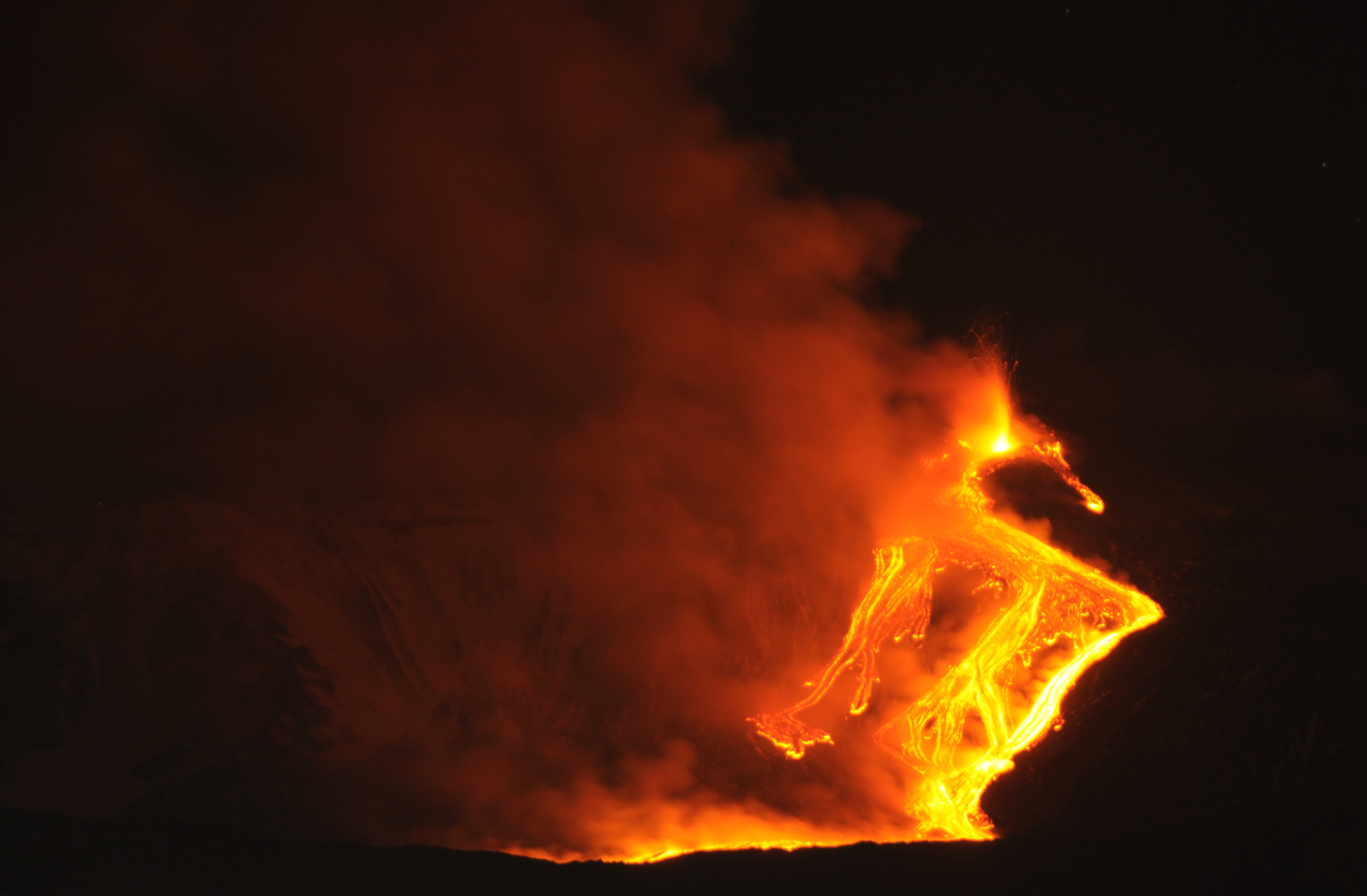
Mustafar (dont plusieurs décors sont issus de l'Etna, comme ici), dont la richesse minérale est exploitée par l'Empire qui y interroge aussi des prisonniers. Dark Vador y détient également son propre château.

La principale planète connue disposant d'un attrait économique pour l'Empire est Mustafar, une planète volcanique. La planète est exploitée pour ses richesses minérales. Elle est plus tard utilisée pour interroger et exécuter des Jedi encore en vie après l'Ordre 66. Une entreprise du nom de Sienar Fleet Systems est détenue par l'Empire est localisée sur la planète Lothal et développe les différents modèles de Chasseurs TIE. Cette même entreprise détient des usines sur plusieurs planètes de la Bordure Extérieure.

### Militaire
La principale arme de l'Empire est l'Étoile Noire, station spatiale de combat située en orbite autour de Géonosis, elle-même très éloignée du centre de la galaxie vu qu'elle se situe à sa frontière. C'est d'ailleurs sur cette planète que les plans de l'Étoile Noire sont aperçus pour la première fois lors de la Guerre des clones entre les mains du comte Dooku, apprenti de Dark Sidious. La planète est rendue stérile lors de sa domination impériale et l'accès à son système solaire est restreint. Après sa destruction, l'Empire construit une nouvelle station spatiale autour de la lune forestière d'Endor. Le principal centre de production impérial pour l'Étoile Noire, de même que la principale bibliothèque d'archives secrètes impériales, se situe sur la planète Scarif, la planète est donc protégée non seulement par un important contingent militaire, mais également par un bouclier planétaire,,.
L'Empire possède aussi un certain nombre de Super Destroyers Stellaires de classe Executor construits sur Kuat, comme les TB-TT. Parmi ces Destroyers, on distingue l'Executor, de la flotte du Seigneur Vador.

### Occupation
En tant que puissance militaire dominante dans la galaxie, l'Empire peut se permettre d'envahir des planètes entières. La planète Jedha, qui était anciennement un lieu de pèlerinage pour les Jedi, est maintenant occupée par l'Empire qui s'installe car la planète présente un certain intérêt pour lui en raison de sa forte concentration en cristaux de Kyber, nécessaires à la création du rayon de l'Étoile de la mort. Jedha est par la suite le théâtre d'affrontements réguliers entre l'Empire galactique et l'Alliance rebelle. La planète Bespin est elle aussi envahie par l'Empire peu de temps après la capture de Han Solo. Cette planète abrite une cité flottante dans les airs, appelée Cité des Nuages. Son exploitation de gaz attire l'Empire qui s'installe par la suite sur la cité, mais le facteur déterminant ayant incité l'Empire à venir sur la planète fut la venue de Han Solo, Chewbacca et Leia Organa, la fille de Dark Vador. En effet, Han Solo est recherché par les chasseurs de primes car il s'agit d'une cible pour eux et par l'Empire car c'est un ami de Luke Skywalker, que Dark Vador tente de retrouver,.

## Organisation

### Conseil
Le Conseil impérial est une première administration dirigeante de l'Empire galactique. L'empereur Palpatine dirige ce Conseil jusqu'à sa mort au cours de la bataille d'Endor.
Le Conseil de l'avenir impérial est formé par Rae Sloane sous demande de Gallius Rax après la bataille d'Endor. Cet éphémère Conseil, dont font partie des personnalités impériales comme l'ancien membre du Conseil impérial Yupe Tashu, le Grand moff Valco Pandion ou encore le financier Arsin Crassus, se réunit une seule fois, sur la planète Akiva,.
Autre conseil dirigeant de l'Empire, un premier Conseil de l'Ombre est créé par Gallius Rax. La seule personnalité du Conseil de l'Ombre à être publiquement présentée comme la dirigeante de l'Empire est le Grand amiral Rae Sloane. Outre Rax et Sloane, d'autres membres notables du Conseil de l'Ombre sont l'officier en chef de l'information Ferric Obdur, le Grand moff Randd et le général Hodnar Borrum,.
Plusieurs années plus tard, un second Conseil de l'Ombre réunit des seigneurs de guerre impériaux, qui se présentent comme indépendants les uns des autres pour ne pas attirer l'attention de la Nouvelle République. Cependant, malgré la coopération entre ces dirigeants impériaux, des tensions subsistent. En effet, chacun paraît considérer qu'il est le mieux placé pour rendre à l'Empire galactique sa puissance d'antan[réf. nécessaire].

### Académie impériale
Une académie impériale est localisée sur la planète Lothal. Elle permet d'entraîner des cadets, futurs stormtroopers ou officiers impériaux qui subissent un programme intensif d'obstacles afin de tester leur intelligence et leur habileté. Le commandant Cumberlayne Aresko et le surveillant Myles Grint sont deux instructeurs notables de l'Académie impériale, près à tout faire pour que leurs cadets réussissent coûte que coûte. Le commandant Aresko est un instructeur cruel et arrogant qui se charge d'enlever tout sentiment pouvant aller à l'encontre de l'Empire. Le surveillant Grint est sous les ordres du commandant Aresko. Un élève se démarque des autres dans l'Académie impériale, Zare Leonis. Il dispose de grandes capacités en tant que cadet mais il cache son premier objectif à l'Empire, à savoir, retrouver sa sœur. Il fuit ainsi l'Académie et rejoint des individus luttant contre l'Empire, comme le Padawan (Jedi) Ezra Bridger,,,.

### Bureau de la sécurité impériale
Le Bureau de la sécurité impériale a été secrètement fondé peu de temps après la naissance de l'Empire. Son but est de détecter des activités rebelles à travers la galaxie et d'y mettre un terme. Il est particulièrement utile lorsque des voleurs de la planète Lothal attaquent des avant-postes impériaux. Les instructeurs de l'Académie impériale Aresko et Grint travaillent tous les deux également pour le Bureau de sécurité impériale mais leur incompétence lors d'une attaque des rebelles sur la planète Lothal leurs vaut d'être éliminés par le Grand Inquisiteur sous les ordres du Grand Moff Tarkin,,.

### Forces armées

#### Troupes

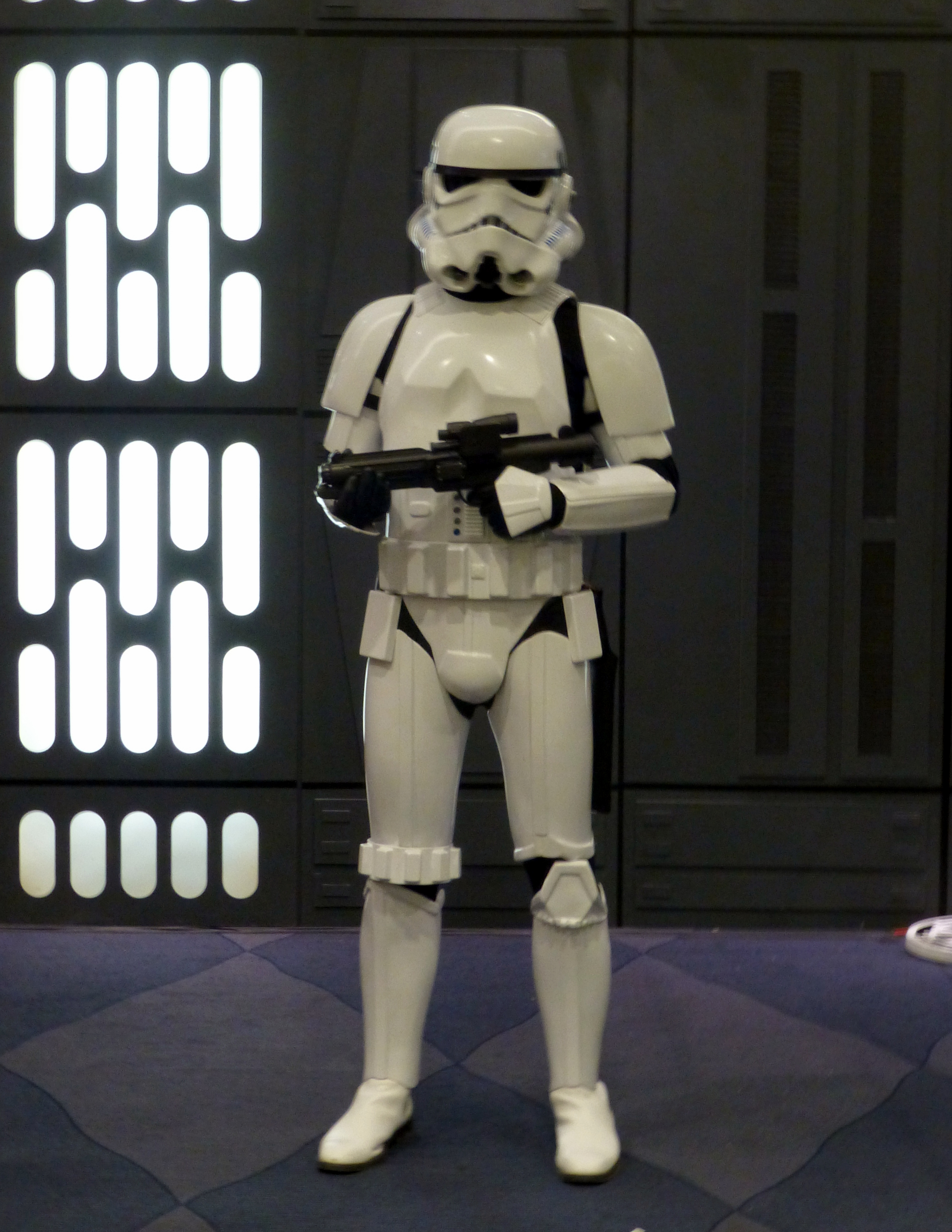
L'armure basique d'un stormtrooper.

Les Soldats clones sont peu à peu remplacés par des individus non clonés pour servir l'Empire. C'est ainsi que ce dernier utilise des Stormtroopers, des soldats d'élites équipés d'une armure blanche de haute protection qui dispose d'un ensemble d'éléments de survie et d'un régulateur de température. Ils ont à leur disposition un pistolet blaster ou un fusil blaster. Ils attaquent toujours en groupe et font preuve d'une grande loyauté envers la cause impériale. L'Empire a créé de nombreuses unités spécialisées de stromtroopers. Il existe ainsi les Sandtroopers (spécialisés dans les opérations en milieu désertique), les Shoretroopers (spécialisés dans la surveillance des plages et bunkers de la planète Scarif), les Death Troopers impériaux (spécialisés dans la protection rapprochée de hautes personnalités, comme le Directeur Orson Krennic ou le Grand Amiral Thrawn), les Snowtroopers (spécialisés dans les opérations en milieu enneigé), les Scout troopers (spécialisés dans les missions de reconnaissance ou d'infiltration), les Shock troopers (spécialisés dans la protection rapprochée de l'Empereur), les Jumptroopers (équipés d'un réacteur dorsal) et les Shadow troopers (équipés d'un dispositif les rendant invisibles).
Les stormtroopers (standards ou non) ont mené de nombreuses opérations, ils se sont d'abord emparés de la planète Lothal qui abrite désormais des usines de Chasseurs TIE. Ils ont aussi capturé la Princesse et Sénatrice Leia Organa sous les ordres de Dark Vador et ont fouillé la planète Tatooine pour récupérer les plans de l'Étoile noire dérobés par l'Alliance rebelle. C'est au cours de cette mission qu'ils ont tué l'oncle et la tante de Luke Skywalker, le fils de Dark Vador et Padmé Amidala. Lorsque Luke Skywalker, Han Solo, Chewbacca et Obi-Wan Kenobi s'infiltrent sur l'Étoile noire pour secourir Leia, les stormtroopers pourchassent ces derniers sans relâche à travers les murs de la base sidérale. Sous le commandement de l'Amiral Ozzel, les stormtroopers ont envahi la planète de la base rebelle Hoth. Les stormtroopers ont également accompagnés Dark Vador sur la Cité des nuages pour capturer Han Solo, le contrebandier recherché par Jabba le Hutt. Ils se sont ensuite intégralement emparés de la Cité des nuages. Lorsque l'Étoile de la mort fut construite en orbite autour d'Endor, les Stormtroopers sont assignés à la protection du générateur du bouclier de cette dernière. Cette mission se révélera être un échec car les soldats de l'Alliance réussissent à atteindre et détruire ce générateur grâce à l'aide des Ewoks, peuple d'Endor. Une dernière mission impliquera les Stormtroopers, la bataille de Jakku qui oppose la Nouvelle République aux dernières troupes restantes de l'Empire. Cette mission s'avérera un chaos complet,,,,,,,,,.

#### Véhicules
L'Empire tient à sa disposition de nombreux véhicules pour différents usages : l'attaque, la défense, l'intimidation, le transport et le ravitaillement. Une partie des véhicules est héritée de la période de la République.
La flotte impériale est très variée, les destroyers impériaux sont le symbole de la puissance militaire de l'Empire et sont utilisés principalement pour soumettre les peuples. Ils sont bâtis sur les mêmes bases que leurs prédécesseurs de la République, les destroyers de classe Venator et mesurent 1 600 mètres de longueur. Las de combattre ces vaisseaux de l'Empire, les peuples acceptent leur venue tandis que les pirates renoncent à les affronter. Même si l'Alliance rebelle découvre des failles pour les détruire, seul ses croiseurs les plus imposants sont capables d'y parvenir. L'Empire détient plusieurs autres croiseurs stellaires, tels que l'Imperial Interdictor dont la principale caractéristique est de pouvoir tirer d'autres vaisseaux hors de l'hyper-espace,,. L'une des premières missions de ce croiseur était d'arrêter des rebelles comme Ezra Bridger et le commandant Sato. Le vaisseau fut détruit par un groupe de rebelles venus secourir les prisonniers. Le plus grand vaisseau connu que l'Empire ait à sa disposition est l'Executor, le vaisseau personnel de Dark Vador. Ce croiseur de classe Super Star Destroyer mesure 19 kilomètres de long. Son commandement revient à l'amiral Ozzel qui dirige l'assaut sur Hoth jusqu'à sa mort de la main de Dark Vador. L'amiral Piett le remplace et le dirige jusqu'à la bataille d'Endor où le vaisseau sera détruit en percutant l'Étoile de la mort, faisant périr tout son équipage. Le croiseur impérial de classe Gozanti sert quant à lui au transport de véhicules plus légers. Un dernier modèle de vaisseau, l'Imperial Light Cruiser, de classe Arquitens est détenu par les forces impériales. Très manœuvrable, ce vaisseau est employé pour relayer des communications en orbite autour de la planète Lothal. De plus petits vaisseaux du nom de TIE sont fabriqués en plusieurs variantes, il existe ainsi le Chasseur TIE basique fabriqué depuis la Guerre des clones et qui est souvent l'objet de nouvelles innovations; des bombardiers capables de faire des dégâts dévastateurs; des intercepteurs plus rapides et mieux armés que les autres modèles mesurant près de 10 mètres de longueur ont une utilité notable lors de la bataille d'Endor; ou encore le Defender TIE, équipé de boucliers et d'une propulsion hyperspatiale autonome. Le Grand Inquisiteur se voit doter d'un TIE équipé d'un meilleur armement et d'un plus rapide moteur que les autres. Dark Vador détient lui aussi son propre modèle de Chasseur TIE permettant une meilleure compatibilité avec la Force. Un autre petit véhicule, le Chasseur V-wing est doté d'une technologie très avancée et son design est issu de celui des chasseurs Jedi. Ils ont servi d'escorte à la navette avec laquelle Palpatine a secouru Dark Vador de Mustafar. Pour transporter ces petits véhicules, l'Empire utilise le croiseur Quasar de classe Fire qui peut également faire office de base militaire. Des navettes impériales permettent le transport de personnel ou de matériel et sont parfois employées pour des missions de recherche ou de combats,.
Pour le transport, les patrouilles et les attaques au sol, l'Empire utilise divers autres véhicules. Des véhicules bipèdes du nom de AT-DP (All Terrain Defence Pod (« Véhicule de Défense Tout-Terrain »)) Walker sont utilisés pour des patrouilles sur la planète Lothal et sont brièvement employés pour défendre la planète contre une attaque de rebelles. D'autres véhicules bipèdes semblables et d'une hauteur de près de 9 mètres sont déployés pour les batailles de Hoth et d'Endor. Le véhicule quadrupède « AT-ACT Walker » permet le ravitaillement en matériel et en munitions des régions appartenant à l'Empire tandis qu'un autre engin très similaire et d'une hauteur de 22,5 mètres sert à combattre et à intimider les cibles de l'Empire galactique. Bien que ces véhicules soient hautement armés et évolués, un groupe de rebelle parvient à prendre possession de l'un d'eux pour en détruire un autre. Plus tard, ils sont utilisés pour mener l'assaut contre la base rebelle située sur Hoth puis pour amener les troupes vers le champ de bataille sur la planète Endor. De rapides véhicules en lévitation ressemblant à des motocyclettes sont usés depuis la fin de République et jusqu'à la fin de l'Empire lors de la bataille d'Endor. Ils sont très maniables et il y en a pour différents usages, militaire et civil,,,,,.

#### Les Étoiles de la mort
Durant la Guerre des clones, Palpatine, sous l'identité de Dark Sidious, s'allie aux Géonosiens pour construire une toute nouvelle base militaire dont les plans sont confiés à l'apprenti de Dark Sidious, le comte Dooku, connu en tant que Dark Tyrannus. L'arme est construite autour de la planète Géonosis. L'accès est premièrement restreint à quelques responsables impériaux. La supervision de la construction de l'Étoile de la mort revient au directeur Orson Krennic qui dirige la section Advanced Weapons Research (« Recherche en armes avancées ») pour les troupes impériales. Le système de défense de l'Étoile de la mort est quant à lui confié au Vice Amiral Rancit. Cependant, ce dernier est remplacé par le commandant Wilhuff Tarkin qui se trouve être un excellent superviseur. Pour le récompenser, l'Empereur lui accorde le rang de Grand Moff pour lui offrir un plus grand contrôle. Les plans de cette arme sont volés par des membres de l'Alliance rebelle. Dark Vador aide alors l'Empereur et le Grand Moff Tarkin à retrouver les responsables et capture la Princesse Leia Organa, sénatrice impériale accusée de trahison. Pour lui forcer à avouer où se trouve la base de l'Alliance rebelle, le Grand Moff Tarkin menace la princesse de détruire sa planète natale, Alderaan. Celle-ci lui ment et le Grand Moff Tarkin ordonne la destruction d'Alderaan par l'Étoile de la mort. Ainsi, il fait tuer des milliards d'habitants. L'Alliance rebelle, qui détient les plans de l'arme, sauve la princesse et lance un assaut pour détruire l'arme, cette mission se révèle être un succès. Le Grand Moff Tarkin meurt avec de nombreux autres hauts responsables dans l'explosion de la base sidérale qui faisait également office d'arme et de vaisseau amiral de l'Empire.
Après la destruction de la première Étoile de la mort, l'Empire envisage la construction d'une seconde Étoile de la mort en orbite autour d'Endor. Son objectif est de détruire l'Alliance rebelle. Mais sa construction n'est qu'à demie finie lorsque l'Empereur en personne vient s'informer de l'avancée des travaux. Au courant de la présence de cette arme, l'Alliance lance un assaut spatial dirigé par le général Lando Calrissian et l'amiral Ackbar ainsi qu'un assaut terrestre mené par le général Han Solo pour détruire l'arme et son générateur. Mais ils réalisent trop tard que c'était un piège: les informations parvenues aux mains de l'Alliance sont en fait le fruit d'une manigance fomentée par l'Empereur pour attirer et anéantir tout ce qu'il reste des rebelles. En réalité, l'arme de l'Empire est déjà opérationnelle et l'élite des troupes impériales attendait les commandos rebelles en embuscade. Face à la flotte de l'Empire, le général Calrissian refuse de fuir et parvient à s'infiltrer dans le noyau de la base pour la détruire grâce au général Solo qui a désactivé le générateur avec l'aide de la population Ewok de la lune d'Endor. La nouvelle arme de l'Empire est détruite avec l'Empereur, qui fut précipité par son apprenti directement dans le générateur central de l'Étoile de la Mort,,,.

### Prison
Pour se débarrasser de ses ennemis, l'Empire a également recours à l'emprisonnement. Une prison notable est utilisée par l'Empire pour retenir l'ancien apprenti de Dark Sidious lui-même, Dark Maul. La prison est appelée The Spyre et se situe sur la planète Stygeon Prime, une planète montagneuse et froide. La prison était déjà en place lors de la Guerre des Clones, période à laquelle fut emprisonné Dark Maul. La prison est technologiquement avancée puisqu'elle dispose d'un bouclier et est protégée par un dispositif contre les armes des croiseurs et des chasseurs TIE et est invisible sur les radars. Cela fait de cette prison l'une des plus sûres de la galaxie,.

### Sénat galactique

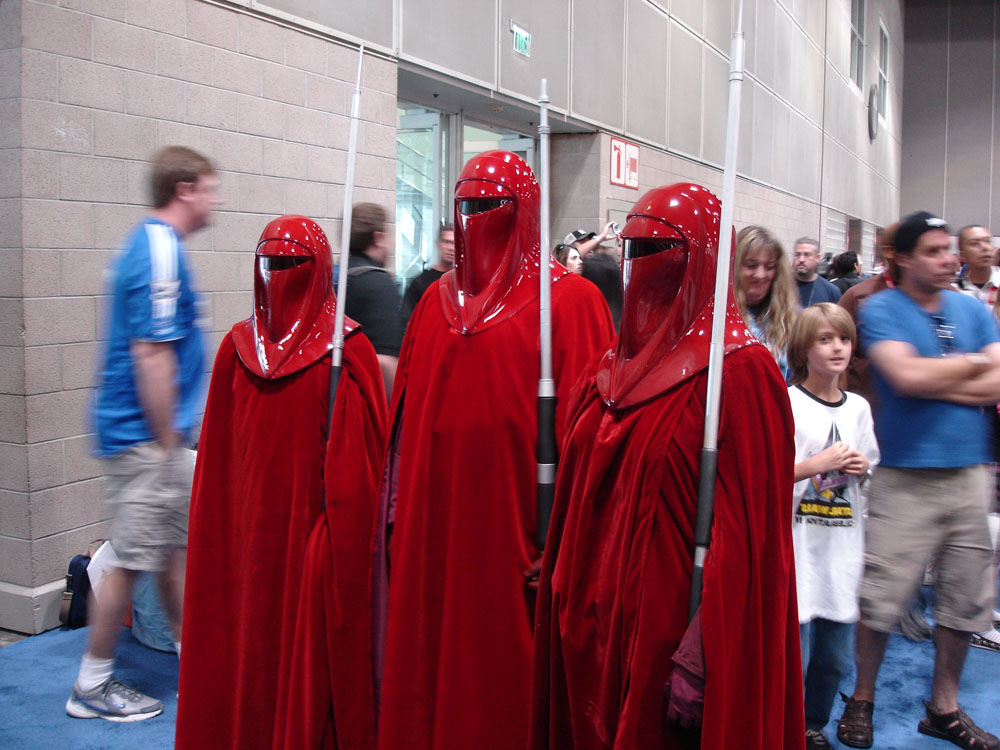
Trois admirateurs utilisant la parure de Garde Royal Impérial lors de la Star Wars Celebration. Ces gardes, déjà présents à l'époque républicaine, augmentent leur nombre lorsque les Gardes du Sénat les rejoignent.

Le Sénat est localisé sur la capitale de la galaxie, Coruscant. Durant la période de l'Empire, les pouvoirs des sénateurs sont amoindris par l'Empereur qui préfère donner la souveraineté des territoires à des gouverneurs. De nombreux sénateurs sont en fait des traîtres travaillant secrètement pour l'Alliance rebelle. Parmi ces derniers, il y a par exemple les sénateurs Mon Mothma et Bail Organa. Après plusieurs doutes quant à la loyauté des sénateurs, l'Empereur décide de dissoudre le Sénat galactique peu de temps avant la bataille de Yavin. Après la proclamation de l'Empire, les Gardes du Sénat sont transformés en stormtroopers ou en Gardes Royaux Impériaux,,,.

### Personnalités importantes

#### Dirigeants
- Palpatine / Dark Sidious : Empereur et Seigneur Sith. Il s'autoproclame empereur et fonde l'Empire galactique qu'il est le seul à diriger durant 23 ans.
- Dark Vador : Seigneur Sith. Il est le plus proche acolyte de l'Empereur tout en étant son apprenti. Présent dans la hiérarchie militaire sans être subordonné à quiconque autre que l'Empereur.
- Wilhuff Tarkin : Grand Moff à la tête de toute la Bordure Extérieure. Il supervise la construction et la mise au point de l'Étoile de la mort et est fidèle à l'Empereur bien avant que celui-ci ne crée l'Empire galactique.
- Mas Amedda : Grand Vizir de l'Empire[60]. Il reste bras droit de Palpatine de son arrivée au pouvoir à sa mort.
- Gallius Rax : dirigeant de l'Empire après la mort de Dark Sidious et de Dark Vador[61].

#### Officiers de la marine et de l'armée
- Cassio Tagge : Général chargé des opérations militaires à bord de la première Étoile de la mort, il est promu par l'Empereur au rang de Grand Général et est responsable du département militaire de l'Empire.
- Grand Amiral Thrawn : Plus grand génie stratégique de l'Empire, il est le seul non-humain à avoir atteint le grade de Grand Amiral.
- Kendal Ozzel : Amiral de la flotte impériale. Il dirige le début de l'assaut sur Hoth.
- Firmus Piett : Capitaine puis amiral de la flotte impériale, il remplace l'amiral Ozzel dès l'assaut sur Hoth et mène à bien diverses missions à bord du destroyer personnel de Dark Vador.
- Maximilian Veers : Général qui dirige l'assaut terrestre sur la planète Hoth.

#### Participants à l'élaboration de l'Étoile de la mort
- Orson Krennic : Directeur de la division de recherche en armes de l'Empire, il consacre son existence à l'élaboration de l'Étoile de la mort sous les ordres du Grand Moff Tarkin. Il est escorté par sa garde personnelle, les death troopers.
- Jerjerrod : Moff qui supervise la construction la seconde Étoile de la mort.
- Galen Erso : Ancien officier de l'Empire, il est le concepteur de l'Étoile de la mort mais refuse de mener à bien son projet. Il aidera la Rébellion à détruire l'Étoile de la Mort en révélant à sa fille ayant rejoint leurs rangs qu'il a laissé une faille pour la détruire.

#### Conseil de l'Ombre
- Moff Gideon : Ancien agent du Bureau de la Sécurité Impériale qui cherche à s'imposer face aux autres membres du Conseil de l'Ombre, au sein duquel il semble jouer un rôle majeur. Il est chargé de récupérer Grogu pour servir à l'avancement du projet Nécromancien de Brendol Hux, projet sur lequel travaille notamment le docteur Pershing[7],[62],[63].
- Brendol Hux : Commandant est chargé du projet Nécromancien, dont il défend un financement plus important pour, selon lui, rendre à l'Empire galactique sa domination de la Galaxie. Il est le père d'Armitage Hux, futur général majeur du Premier Ordre[64].
- Gilad Pellaeon : Capitaine qui assiste initialement le Grand amiral Thrawn, en commandant le Harbinger au sein de la septième flotte, dirigée par le grand amiral jusqu'au siège de Lothal. Il semble même envoyé par Thrawn pour le représenter au sein du Conseil de l'Ombre, au sein duquel il défend donc l'idée d'un retour du Grand amiral, qu'il considère en mesure d'être un héritier de l'Empire efficace[62],[65],[66],[67].

## Opposition

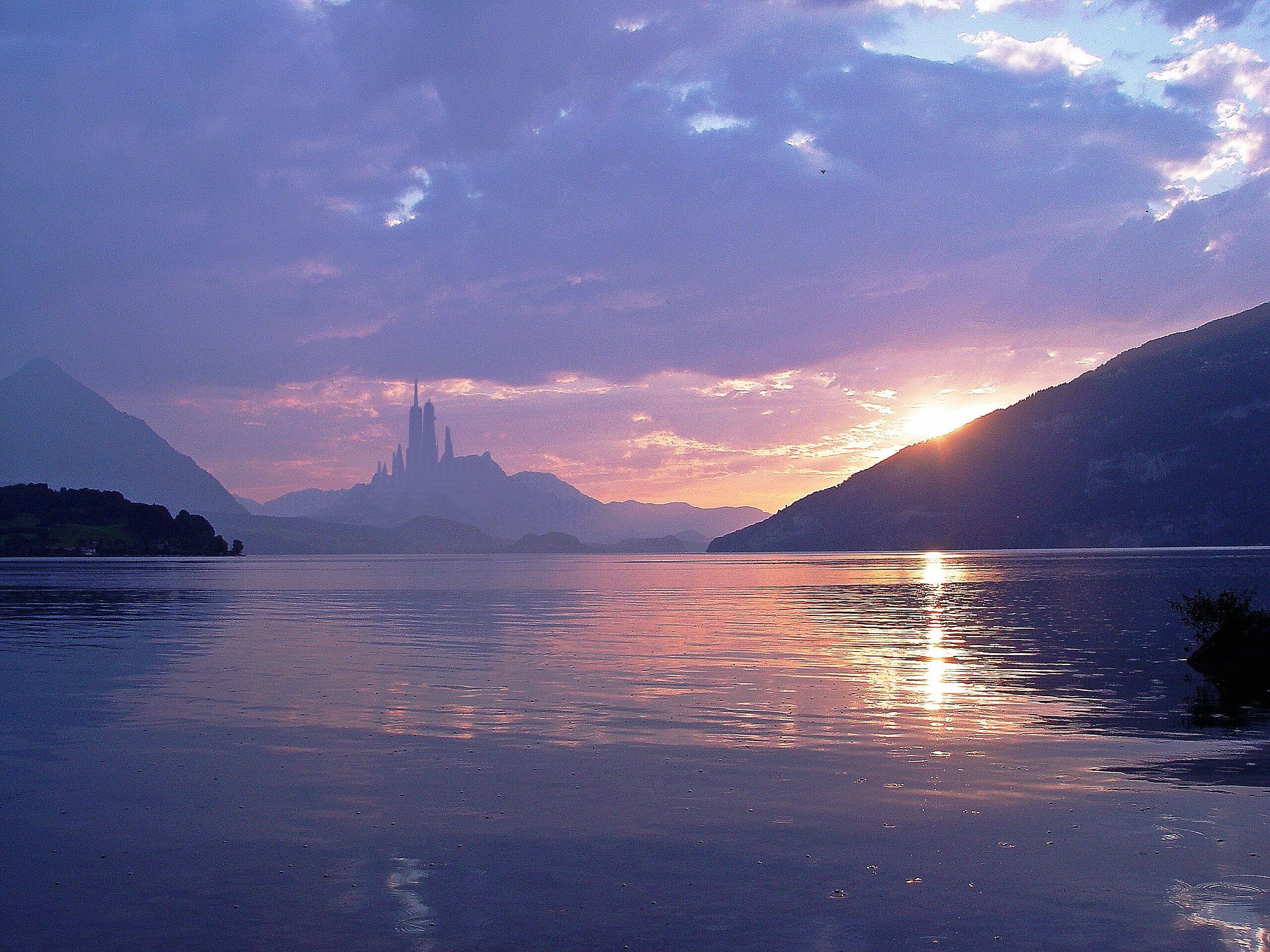
Alderaan (ci-dessus) est la première planète à être entièrement détruite par l'Étoile de la mort. D'autres planètes, comme Jedha ou Scarif ont également été en partie détruites par son laser. Dans l'univers Légendes non-officiel, Despayre a été intégralement pulvérisée juste avant Alderaan.

Une opposition est née dès la Guerre des Clones, mais à cette époque, elle ne résistait pas à l'Empire, plutôt au mouvement séparatiste. L'idée d'une résistance fut lancée par Anakin Skywalker en personne auprès du Conseil des Jedi lorsque les habitants de la planète Onderon avaient quelques difficultés à vaincre les droïdes des Séparatistes. Anakin Skywalker a donc proposé de former des bataillons. Ce sont la plupart des membres de ces bataillons qui rejoignent plus tard les rangs des troupes de l'Alliance rebelle, comme Saw Gerrera qui participera au vol des plans de l'Étoile Noire.
L'idée de se rebeller contre l'Empire vient cependant de quelques membres du Sénat galactique dont Mon Mothma, Padmé Amidala ou encore Bail Organa qui complotent secrètement sur Coruscant durant les dernières heures de la République. Leur travail au Sénat consiste à essayer de réduire l'étendue des pouvoirs de Palpatine bien qu'entre eux, leurs ambitions sont plus grandes. C'est ainsi qu'ils se préparent à créer une résistance devant être capable de dépasser le cadre de la loi pour opérer. Padmé Amidala meurt trop tôt pour voir l'ampleur que prend le mouvement rebelle, mais les sénateurs Mon Mothma et Bail Organa deviennent deux des plus grands chefs de l'opposition. Durant la période surnommée « Les Jours Sombres » dans la galaxie, le mouvement de résistance gagne de plus en plus de planètes et de systèmes solaires, souhaitant dès à présent retrouver leur liberté. Durant cette même période, une équipe composée de la Mandalorienne Sabine Wren (les Mandaloriens sont un peuple dont sont issus de redoutables chasseurs de primes), du Jedi Kanan Jarrus et de son apprenti Ezra Bridger ainsi que de la pilote Hera Syndulla, du guerrier Garazeb Orrelios et d'un droïde, lutte activement contre les agissements de l'Empire sur la planète Lothal et dans la Bordure Extérieure. De multiples groupes se joignent au mouvement, créant une alliance. Plus les forces de la rébellion augmentent et plus l'Empire souhaite la détruire par le biais de sa nouvelle arme, l'Étoile Noire. C'est à ce moment qu'un groupement d'espions rebelles dirigé par Jyn Erso se charge d'obtenir des plans de l'arme afin de la détruire. Une fois ces plans volés, Leia Organa, à la fois sénatrice et membre de l'Alliance met en sureté les plans en les confiant au droïde R2-D2 envoyé sur la planète Tatooine pour trouver Obi-Wan Kenobi, un Jedi que la princesse considère capable de l'aider. Capturée juste après par Dark Vador, elle est interrogée sur les localisations de bases rebelles dans la galaxie. C'est lors de cet interrogatoire qu'a lieu la première démonstration de la puissance de l'Étoile Noire sous les ordres du Grand Moff Tarkin. Au cours de cette démonstration, la planète d'origine du Sénateur Bail Organa, Alderaan, est détruire tandis que lui meurt avec. Les rebelles planifient alors une attaque contre l'Étoile Noire dont elle connaît les détails de la construction. Plusieurs escadrons sont envoyés et Luke Skywalker avec eux, utilisant les capacités liées à la Force, Luke parvient à lancer des torpilles dans le réacteur principal de la base sidérale, la faisant exploser. À ce moment, l'espoir de vaincre l'Empire se propage encore plus dans la galaxie. Cependant, la riposte de l'Empire cause de graves dommages aux forces rebelles car il prend possession de la base Echo sur Hoth, laissant les rebelles en fuite errer dans l'espace par le biais de leurs vaisseaux spatiaux. Sous la direction de Mon Mothma et de l'amiral Ackbar, un commando de rebelle recueille des informations quant à la construction d'une seconde base sidérale de l'Empire. Tombant dans un piège organisé par l'Empereur, les rebelles se retrouvent coincés par les forces impériales à la fois sur la planète où se trouve le générateur du bouclier de la base sidérale et dans l'espace, confrontés à la flotte de l'Empire. Les rebelles réussissent malgré tout à accomplir leur mission et pénètrent jusque dans le noyau de la base et la détruise. Luke Skywalker, présent à l'intérieur, part peu de temps avant l'explosion. Les actes de l'Alliance rebelle libèrent ainsi la galaxie,,.

## Héritage

### Premier Ordre
Trente ans après la bataille d'Endor symbolisant la fin de l'Empire galactique, l'Alliance rebelle devient la Nouvelle République, contraignant ce qu'il reste de l'Empire à se désarmer à dédommager les peuples opprimés affaiblis. Cependant, dans les confins de la galaxie, dans une région inconnue, des anciens officiers impériaux et des nobles conspirent afin de parvenir à une nouvelle prise de pouvoir de la galaxie. C'est ainsi que sur les cendres de l'Empire, une organisation qui se nomme Premier Ordre, voit le jour. Le Premier Ordre est commandé par le suprême leader Snoke, un personnage mystérieux capable de contrôler la Force. Dark Vador, qui n'a pourtant aucun lien direct avec le Premier Ordre semble grandement affecter celui-ci. Effectivement, le Seigneur Sith est perçu comme un martyr dont le travail n'a pas pu être achevé. Son petit-fils, Kylo Ren, également sensible à la Force, semble aussi lui vouer un culte, il déclare à ce propos lui-même : « J'achèverai ce que vous avez commencé », s'adressant au casque brûlé de Dark Vador. Le Premier Ordre se voit ainsi comme l'héritier de l'Empire dont le rôle est mener à bien ses volontés. Le Premier Ordre détient certains éléments semblables à ceux de l'Empire, tels que les forces armées (constituées principalement de stormtroopers), des vaisseaux spatiaux (comme un croiseur stellaire, des Chasseurs TIE, une navette, etc.) mais aussi une base sidérale faisant office d'arme,,,,,.

## UniversLégendes
Régime politique apparaissant dans
Star Wars.
19 av. BY – 9 ap. BY
Histoire et évènements
Empereur
Seigneur Sith
 République galactique  Nouvelle République
 Vestiges de l’Empire
À la suite du rachat de la société Lucasfilm par The Walt Disney Company, tous les éléments racontés dans les produits dérivés datant d'avant le 26 avril 2014 ont été déclarés comme étant en dehors du canon et ont été regroupés sous l’appellation « Star Wars Légendes ».
Après la mort de Palpatine, l'Alliance rebelle met en place une Nouvelle République, tandis que l'Empire se fragmente, de nombreux militaires et politiciens impériaux devenant des Seigneurs de guerre. Sate Pestage, ancien conseiller de Palpatine, prend la direction de ce qui reste de l'Empire. Il prend pour assistante la directrice des services de renseignements de l'Empire, Ysanne Isard. Il se trouve cependant empêtré dans des problèmes de rivalité au sein des dirigeants de l'Empire. Ysanne Isard le manipule dans le but de prendre le pouvoir. Elle lui conseille des plans stratégiques qui lui feront défaut et parvient à le faire assassiner secrètement, mais elle sera finalement éliminée par la République. Peu après, neuf ans après la bataille de Yavin, les forces impériales se regroupèrent sous le commandement du Grand Amiral Thrawn, génie stratégique de l'Empire revenu de son exil dans les Régions Inconnues. Il lança une brillante campagne qui failli voir la fin de la République, mais il fut assassiné à la bataille de Bilbringi et sa flotte fut très vite vaincue par les forces néo-républicaines de l'amiral Gial Ackbar après sa mort. Le dernier espoir de rétablir l'Empire fut la Campagne de l'Empereur Ressuscité, qui parvint à convertir Luke au Côté Obscur, mais grâce à l'intervention de Leila et de Han, l'Empereur fut éliminé pour de bon et ses troupes anéanties. Cette défaite marque le repli de l'Empire galactique sur un territoire très amoindri : il devient, aux yeux des Républicains, les « Vestiges de l'Empire ». Il ne disparaît toutefois pas totalement, et un état de "guerre froide" s'installe, avec essentiellement des escarmouches entre les deux camps.
Dix-neuf ans après la bataille de Yavin éclate la Crise de Cammas, qui faillit voir redémarrer une guerre civile galactique à l'instigation des éléments les plus radicaux des Vestiges de l'Empire. Toutefois, cette crise offre également l'occasion pour les dernier restes de l'Empire de stabiliser leur situation et d'assurer leur survie : l'amiral Gilad Pellaeon, Suprême Commandeur des Forces Impériales, engage des négociations et signe un traité de paix avec la Nouvelle-République. Les deux puissances s'accordent sur leurs frontières, autorise les mondes de chaque camp à rejoindre l'autre et coexistent dès lors paisiblement, bien qu'une méfiance réciproque demeure. Six ans plus tard, les Yuuzhan Vong, civilisation venue d'une autre galaxie et animée d'un fanatisme religieux conquérant, lancent une guerre dévastatrice contre la Nouvelle-République. Celle-ci sollicite l'aide de l'Empire, accordée par le Grand Amiral Pellaeon malgré les réticences de ses conseillers. Les Yuuzhan Vong s'attaquent alors également à l'Empire, mais les deux puissances alliées, la République et l'Empire, parviennent à vaincre les envahisseurs. La Nouvelle-République a subi une dévastation bien plus catastrophique que l'Empire durant cette guerre, et s'effondre, se reconstituant en une « Fédération galactique des alliances libres », aussi appelée "Alliance Galactique". L'Empire s'agrandit quelque peu, annexant des planètes républicaines conquises par les Yuuzhan Vong puis libérées par les Impériaux. Quarante-quatre ans après la bataille de Yavin, le colonel Jagged Fel, héros impérial de la guerre contre les Yuuzhan Vong, épouse Jaina Solo, fille de Leia Organa et de Han Solo, puis est proclamé monarque de l'Empire. Leur union consolide la paix entre l'Alliance galactique et l'Empire. Leur descendance constitue une nouvelle dynastie impériale, régnant sur leur territoire restreint, qui devint le Nouvel Empire Galactique.

## Inspirations
George Lucas, le créateur de Star Wars, a voulu faire ressembler l'Empire galactique de manière à ce qu'il soit esthétiquement et thématiquement semblable à l'Allemagne nazie et apparaître fasciste. Comme l'Allemagne nazie, l'Empire Galactique est une dictature basée sur un contrôle rigide de la société qui a éliminé la démocratie qui le précédait, et est dirigée par un dirigeant suprême tout-puissant. L'Empire, comme les nazis, désire la création d'un ordre totalitaire et utilise la violence de manière excessive pour arriver à ses fins . L'emblème impériale figure une étoile à six branches, évocation directe à la rune de la grêle (Hagal ou Hagalaz) telle qu'elle était gravée sur les chevalières des dignitaires SS. Le nom des soldats, stormtroopers, est semblable au nom allemand des sections d'assaut (Sturmabteilung). Les costumiers ayant travaillé sur les films de la saga Star Wars se sont inspirés de costumes des soldats allemands du Troisième Reich pour confectionner ceux des officiers impériaux, excepté la casquette, inspirée elle de la visière créée par le général de corps d'armée Marcel Bigeard en 1956 (lieutenant-colonel à l'époque),.
Dans le commentaire audio du film Le Retour du Jedi, George Lucas admet s'être également inspiré des parades militaires de la Journée internationale des travailleurs en URSS pour retranscrire la démarche de Palpatine. Pour réaliser son premier film de la saga (Un nouvel espoir), George Lucas affirme avoir pris comme inspiration les États-Unis du temps de la Guerre du Viêt Nam. La montée au pouvoir de Palpatine ressemble à celles de divers chefs d'État, Jules César, Auguste, Napoléon Ier, Napoléon III, mais aussi Adolf Hitler. Il fait pression sur le Sénat et le manipule afin d'obtenir plus de pouvoirs tout comme l'empereur romain Auguste et exactement comme lui, il prétend qu'il rendra ses pouvoirs une fois la crise terminée. Il s'appuie également sur l'armée pour asseoir son pouvoir. La relation entretenue entre Dark Sidious et Dark Vador est comparable à celle d'Adolf Hitler (Chancelier) et Heinrich Himmler (dirigeant des Sections de sécurité) ou encore à celle entre Joseph Staline (cumule de nombreuses fonctions politiques) et Lavrenti Beria (chef du NKVD). L'armure de Dark Vador et notamment son casque, est inspirée d'une tenue de samouraï japonais de l'époque médiévale,.